# Gray (Schiff)
USS Gray (DE/FF-1054) war ein bis zum 1. Juli 1975 als Geleitzerstörer, dann als U-Jagd-Fregatte klassifiziertes Schiff der Knox-Klasse. Sie stand von 1970 bis 1991 im Dienst bei der United States Navy. Sie war benannt nach Sergeant Ross Franklin Gray (* 1. August 1920; † 27. Februar 1945), einem Soldaten des United States Marine Corps, der im Alleingang eine schwer befestigte japanische Stellung auf Iwo Jima eingenommen hatte. Für seine Heldentat erhielt er posthum die Medal of Honor.

## Geschichte
Die Gray wurde am 19. November 1966 bei Todd Pacific Shipyards in Seattle, Washington auf Kiel gelegt. Der Stapellauf erfolgte am 3. November 1967, die Indienststellung bei der Navy am 4. April 1970.
Das Schiff war der Pazifikflotte zugeteilt, der Heimathafen war San Francisco.
Am 19. September 1991 wurde die Fregatte außer Dienst gestellt, sie verblieb noch bis zum 11. Januar 1995 im Schiffsregister der Navy. Ihre Verschrottung war 2001 beendet.